# Alexander Oroz
Alexander Antonio Oroz Huerta (Santiago del Cile, 15 dicembre 2002) è un calciatore cileno, attaccante del Colo-Colo.

## Carriera

### Club
Cresciuto nel settore giovanile del Colo-Colo, nel 2021 è stato prestato al Dep. Iquique dove ha iniziato la carriera professionistica in Primera B. Autore di 8 reti in 31 incontri, nel 2022 è tornato al club bianconero ed il 7 febbraio ha debuttato in prima squadra nell'incontro di Primera División vinto 2-0 contro l'Everton, dove ha trovato subito la via del gol.

### Nazionale
Nel 2019 ha partecipato con il Cile Under-17 al campionato mondiale di categoria, dove ha raggiunto gli ottavi di finale.

## Statistiche

### Presenze e reti nei club
Statistiche aggiornate al 16 marzo 2025.
| Stagione        | Squadra         | Campionato      | Campionato | Campionato | Coppe nazionali | Coppe nazionali | Coppe nazionali | Coppe continentali | Coppe continentali | Coppe continentali | Altre coppe | Altre coppe | Altre coppe | Totale | Totale | Totale |
| Stagione        | Squadra         | Comp            | Pres       | Reti       | Comp            | Pres            | Reti            | Comp               | Pres               | Reti               | Comp        | Pres        | Reti        | Pres   | Reti   |        |
| --------------- | --------------- | --------------- | ---------- | ---------- | --------------- | --------------- | --------------- | ------------------ | ------------------ | ------------------ | ----------- | ----------- | ----------- | ------ | ------ | ------ |
| 2021            | Dep. Iquique    | PB              | 28         | 5          | CC              | 3               | -               | -                  | -                  | -                  | -           | -           | 31          | 8      |        |        |
| 2022            | Colo-Colo       | PD              | 16         | 3          | CC              | 4               | 0               | CL+CS              | 1+1                | 0                  | SC          | 0           | 0           | 22     | 3      |        |
| 2023            | Colo-Colo       | PD              | 13         | 2          | CC              | 2               | 0               | CL+CS              | 2+0                | 0                  | SC          | 0           | 0           | 17     | 2      |        |
| 2024            | Colo-Colo       | PD              | 1          | 0          | CC              | 5               | 1               | CL                 | 0                  | 0                  | SC          | 0           | 0           | 6      | 1      |        |
| 2025            | Colo-Colo       | PD              | 0          | 0          | CC              | 2               | 0               | -                  | -                  | -                  | -           | -           | -           | 2      | 0      |        |
| Totale carriera | Totale carriera | Totale carriera | 58         | 10         |                 | 16              | 4               |                    | 4                  | 0                  |             | 0           | 0           | 78     | 14     |        |

## Palmarès

### Club

#### Competizioni nazionali
- Campionato cileno: 2

Colo Colo: 2022, 2024
- Copa Chile: 1

Colo-Colo: 2023
- Supercoppa del Cile: 2

Colo Colo: 2022, 2024